# Bejaria racemosa
Bejaria racemosa là một loài thực vật có hoa trong họ Thạch nam. Loài này được Vent. mô tả khoa học đầu tiên năm 1808.

## Hình ảnh

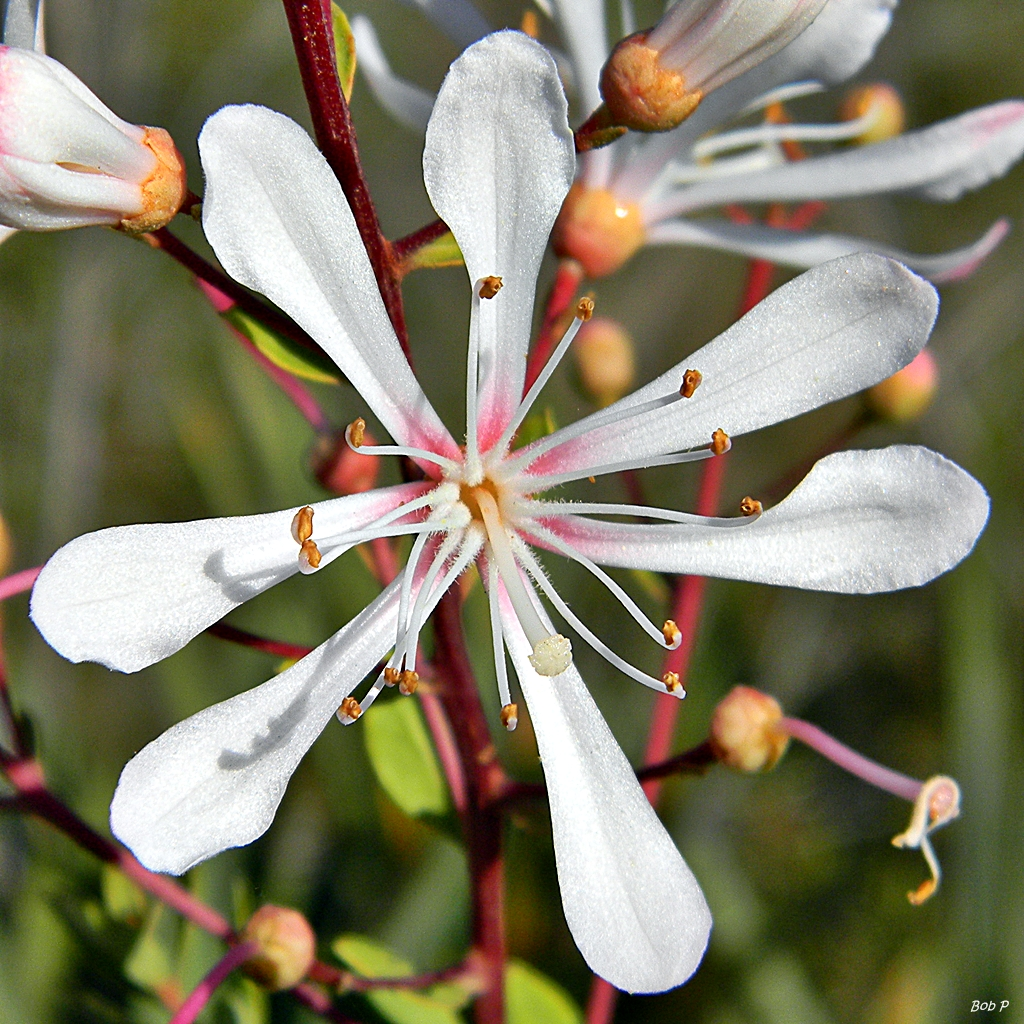